# Hagenbecks Völkerschau der Nubier 1876–1880

Werbeplakat zur zweiten Saison der Nubier–Völkerschau Hagenbecks 1877 im Pariser Jardin d’Acclimatation

Hagenbecks Völkerschau der Nubier 1876–1880 (auch bezeichnet als „Nubier-Karawane“ oder „Afrikanische Wüstenjäger“) war eine Serie von Völkerschauen (im heutigen Sprachgebrauch auch Menschenzoo), bei der in fünf aufeinanderfolgenden Jahren jeweils im Sommer Gruppen von Nubiern für etwa drei Monate zur Schau gestellt wurden.
Die Nubier sind verschiedene mit Arabern sowie afrikanischen Ethnien vermischte nilo-saharanisch-sprachige Stämme im heutigen Sudan und im südlichen Ägypten. In den zur Schau gestellten Gruppen befanden sich auch ägyptische Araber sowie andere schwarze Personen. Die Tourneen standen im Zusammenhang mit der Lieferung jeweils zahlreicher afrikanischer Tiere, die von den Nubiern nach Europa begleitet wurden. Die Nubier und ihre Tiere wurden in verschiedenen deutschen Städten, aber auch in Paris und London beim Reiten von Dromedaren, der Begleitung von Tierkarawanen und der Aufführung von Kriegstänzen zur Schau gestellt.
Veranstalter dieser Völkerschau war Carl Hagenbeck (1844–1913) aus Hamburg, der bis zu seinem Tod über 50 solcher „Völkerausstellungen“ veranstaltete und hunderttausende zahlende Besucher anlockte. Nach der Völkerschau der „Lappländer“ 1875 war die Völkerschau der Nubier 1876 seine zweite Völkerschau.

## Verlauf der Völkerschauen

### 1876
Carl Hagenbeck hatte nach dem Erfolg seiner ersten Völkerschau der „Lappländer“ 1875 seinen Agenten Bernhard Kohn, der bereits länger mit dem Tierhandel in Ostafrika vertraut war, beauftragt, eine Gruppe von Nubiern nach Europa zu bringen. Die Nubier-Völkerschau gehört auch deshalb zu den ganz frühen Völkerschauen, weil Nubien als Teil des ägyptischen Sudans für Hagenbeck damals die wichtigste afrikanische Region war, in der seine Agenten teure Wildtiere fingen. Die anfangs sieben Personen zählende Gruppe sowie verschiedene Tiere, darunter Dromedare, Jagdhunde, Ziegen, Wildesel, Elefanten, Giraffen und Straußen waren Ende Juni 1876 in Triest angekommen und dort von Hagenbeck und seinem Geschäftspartner Heinrich Leutemann nach Hamburg begleitet worden. Leutemann schrieb 1887 in seinen Memoiren:

„Als endlich das Schiff kam, spähten unsere Blicke zuerst nach den Nubiern und unser Herz schlug höher, als wir, selbst noch nicht an Bord, auf dem Deck die schwarzbraunen schlanken Gestalten mit dem merkwürdigen Haarwuchs gewahrten. Auch hier belehrte uns, als wir nun, an Bord gekommen, die prächtigen Männer, malerisch gleich toga-umwallten Römern in ihre „Ferta“ gehüllt, dicht vor uns sahen, der erste Anblick, daß diese Schaustellung gleichfalls Effekt machen müsse. Und so war es auch in der That.“

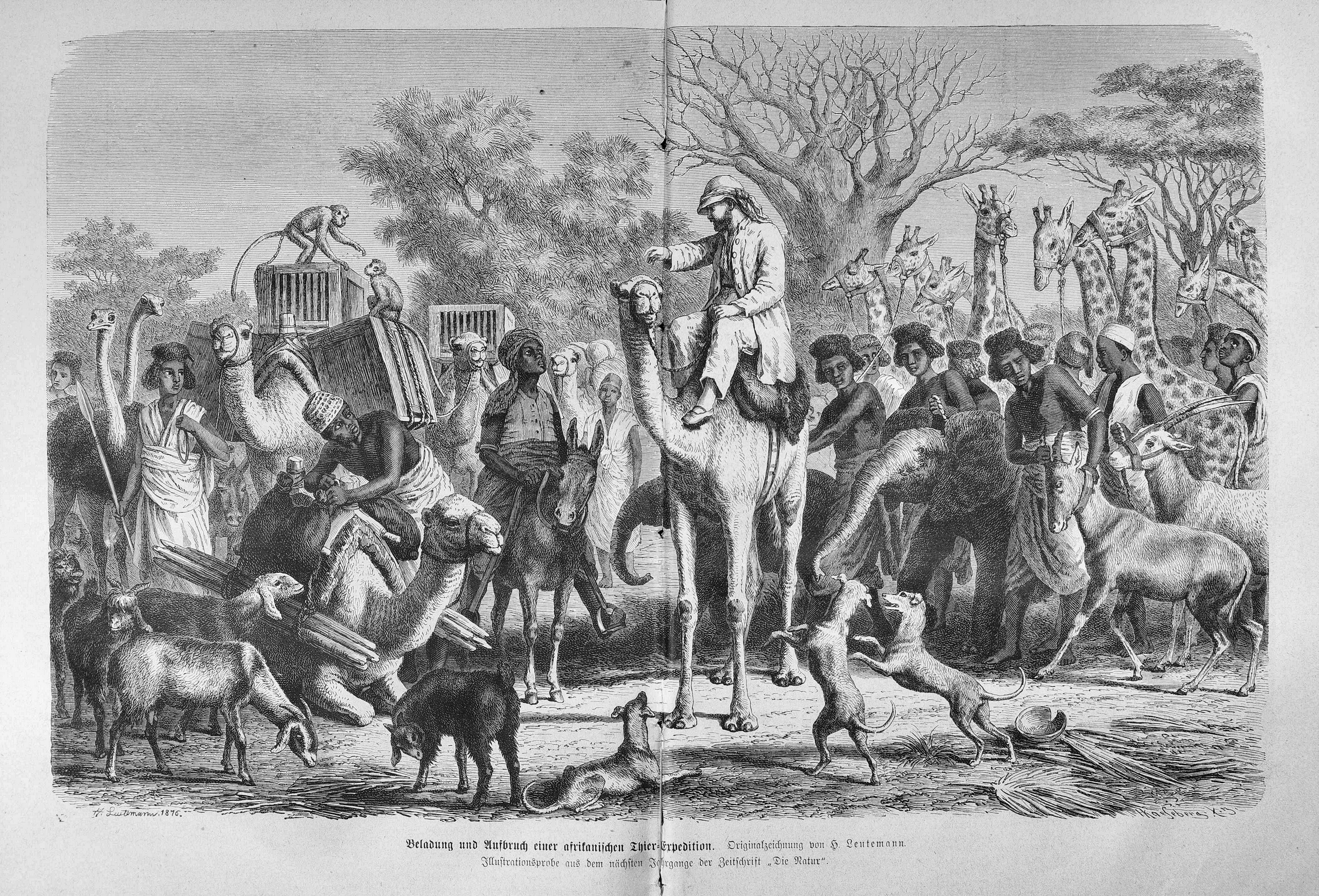
Völkerschau-Gruppe der Nubier in einer fiktiven Umgebung, Heinrich Leutemann: Beladung und Aufbruch einer afrikanischen Thier-Expedition, Die Gartenlaube, 3. Juni 1880

Die erste Tournee der Nubier–Völkerschau begann Mitte Juli 1876 im damaligen Tierpark Hagenbeck am Neuen Pferdemarkt in Hamburg St. Pauli. Die zweite Station war vom 4. bis zum 14. August der Zoologische Garten Düsseldorf – als erster etablierter Zoo überhaupt, der eine Völkerschau Hagenbecks zeigte. Zuletzt war die Schau vom 1. bis zum 17. September 1876 im Pfaffendorfer Hof in Leipzig zu sehen.

### 1877
Die zweite Nubier-Völkerschau mit etwa 15 zur Schau gestellten Personen traf im Juli 1877 verspätet in Hamburg ein und wurde dort nur drei Tage zur Schau gestellt, weil Hagenbeck bereits im Vorjahr mit Albert Geoffroy Saint-Hilaire, dem Direktor des Jardin d’Acclimatation, ein mehrwöchiges Engagement in Paris, vereinbart hatte. Die Veranstalter waren vom großen Erfolg der Pariser Schau überrascht und planten bald weitere Völkerschauen. Nach Angaben von Heinrich Leutemann zählte die Völkerschau dort bereits am ersten Tag 50.000 Besucher. In Paris wurde die Gruppe von den „Herren Bordier, Dally, Girard de Rialle und Mazard“ untersucht und vermessen.
Danach wurde die Gruppe im Alexandra Palace in London zur Schau gestellt und blieb dort bis zum Ende der Saison.

### 1878
In der dritten Saison schickte Hagenbeck zwei Nubier–Gruppen auf Tournee die diesmal von seinem Agenten Josef Menges angeworben worden waren. Hagenbeck organisierte und finanzierte die Schau zusammen mit seinem Schwager Charles Rice. Die erste Gruppe zählte 15 Personen, die vom 9. bis 30. Juni 1878 in Wien zur Schau gestellt wurde, anschließend in Prag und dann vom 28. Juli bis zum 11. August in Dresden, wo die Schau in einer Woche 35.450 Besucher zählte. Unter den Besuchern war auch der sächsische König Albert mit seiner Familie. Die Gruppe wurde Anfang September im Bella Vista in Hannover und vom 25. September bis 6. Oktober 1878 im Zoologischen Garten Frankfurt zur Schau gestellt. Zum Abschluss der Tournee traf die Gruppe am 16. Oktober in Berlin ein, wo sie im Zoologischen Garten zur Schau gestellt wurden. Die zweite, 17 Personen starke Nubier–Gruppe Hagenbecks war dort bereits am 25. September eingetroffen. In Berlin war die Schau sehr erfolgreich und an nur einem Tag über 62.000 Besucher gezählt haben. Rudolf Virchow, der die Gruppe zuvor vermessen hatte, erwähnte bei seinem Vortrag vor der Berliner Gesellschaft für Anthropologie, Ethnologie und Urgeschichte am 19. Oktober beide Gruppen:

„Es handelt sich bei dieser Betrachtung um 32 Personen. Nachdem auch die bisher in Frankfurt ausgestellte Gruppe hier eingetroffen ist und bis zum zweitnächsten Montag, wo die Abreise der der Leute in ihre Heimath stattfinden soll, hier bleiben wird, so ist dadurch eine Sammlung anthropologischer Typen gewonnen, wie wir sie kaum erwarten konnten.“

Zu jeder der beiden Gruppen zählte eine Frau – in der zuerst nach Berlin gekommenen Gruppe eine „nubische Schönheit, eine tätowierte Frau mit einem Goldzierrath im Nasenflügel“ mit dem Namen „Hajíja oder Chadídscha“. Ende Oktober traten beide Gruppen zusammen die Heimreise an, deren Kosten Hagenbeck mit 15.000 RM veranschlagte.

### 1879
Die vierte, 16 Personen zählende Nubier–Gruppe traf am 24. Juni 1879 in Hamburg ein und wurden während der weiteren Tournee von Adolph Schoepf, Sohn des gleichnamigen Direktors des Dresdner Zoos, begleitet, wo sie zunächst im Circus Renz auftrat. Eine Besonderheit dieser Gruppe war, dass auch Handwerke wie Goldschmiede, Seidenweber und Lederarbeiter mitreisten, die ihre Handwerksarbeiten vorführten. Weitere Stationen der vierten Saison waren im Juli Halle, Frankfurt, Gießen, Münster, Düsseldorf  und vom 25. Juli bis zum 13. August dann Dresden. Ab dem 16. August war die Gruppe wieder im Zoologischen Garten Düsseldorf zu sehen, im September dann in Basel, in Bad Cannstatt sowie auf dem Oktoberfest in München, um ab dem 10. September wieder in Berliner Zoo aufzutreten. Über ihre Ankunft berichtete die Bonner Zeitung:

„Die Nubier haben am Dienstag Nachmittag im Zoologischen Garten ihren Einzug gehalten und sind von dem zahlreich erschienenen Publikum auf's Beste begrüßt worden. Gleich nach Ankunft des Zuges war die Dame der Karawane, die 16jährige Amine, die von der Reise etwas angestrengt war, mit ihrem seit 5 Monaten angetrauten Gemahl, dem der deutschen Sprache kundigen Achmed, und zwei leicht erkrankten Nubiern in einem Wagen vom Oberwärter nach dem Zoologischen Garten gefahren worden. Fünf der Nubier waren bereits im vorigen Jahr hier und sind uns alte Bekannte.“

Hier wollte Rudolf Virchow sie nochmals vermessen, wogegen sich die Nubier wie schon zuvor während des Aufenthaltes in Halle zur Wehr setzten. Virchow berichtete am 15. November bei seinem zweiten Vortrag über die Nubier vor der Berliner Gesellschaft für Anthropologie, Ethnologie und Urgeschichte lediglich über seine Messergebnisse von einer Person. Anders als die bisherigen Schauen blieb die Gruppe im Winter in Berlin, wo sie von November bis Januar „an der Sommerstrasse beim Brandenburger Tor, ab Januar […] die Karawane im Restaurant Siegessäule zu sehen“ war.

### 1880

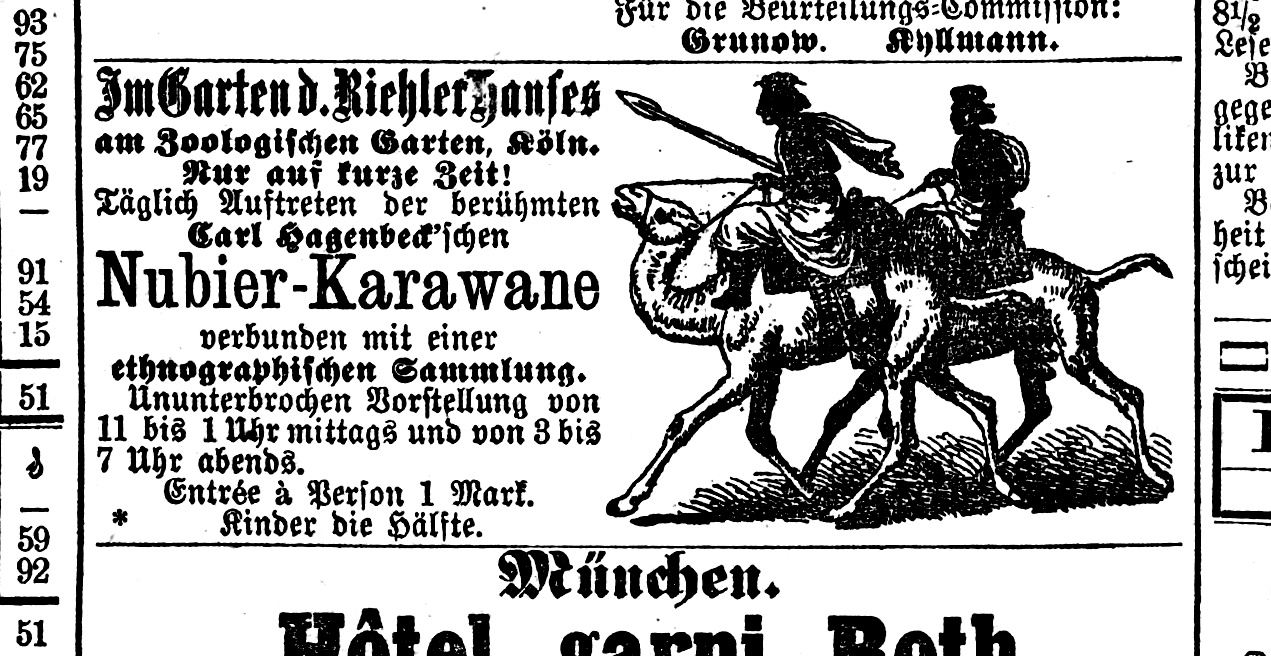
Zeitungsinserat Nubier-Karawane, Kölnische Zeitung, 3. Juni 1880

Die fünfte und letzte Saison der Nubier–Völkerschau mit der in Berlin verbliebenen Gruppe vom Vorjahr begann bereits Anfang Mai 1880 und startete in Kühns Garten in Dortmund. Weitere Stationen waren am 1. Juni 1880 Aachen und ab dem 3. Juni Köln, wo die Gruppe in Richlers Haus auftrat. Ende Juni kam wieder ein großer Tiertransport in Hamburg an, der diesmal von einer Gruppe von sechs Nubiern begleitet wurde, die sich mit der bereits tourenden Gruppe zusammenschloss. Anschließend tourte die Gruppe nach Dresden und Plauen, um von dort bis ins russische Sankt Petersburg zu reisen, wo Hagenbeck einige der Tiere verkaufte. Im Oktober kehrte die Gruppe zurück nach Hamburg, um von dort die Heimreise anzutreten.
1881 kamen nur noch zwei Nubier mit den Tieren nach Hamburg. Die Tournee von 1880 verlief offenbar nicht mehr sonderlich erfolgreich, so berichtete die Aachener Zeitung am 1. Juni 1880: „In keiner Stadt bisher, so versicherte uns einer der Geschäftsführer Hagenbecks, haben die schwarz–braunen Gesellen verhältnismäßig weniger Interesse und Zulauf des Publikums gehabt, als gerade in Aachen“. Zudem hatte Hagenbeck nach dem Tod der acht Inuit während der Völkerschau der „Eskimos“, die bis Januar 1881 alle an Pocken verstorben waren, die Zurschaustellung von Menschen zumindest kurzzeitig grundsätzlich in Frage gestellt.

### Andere Nubier-Völkerschauen
Ab 1879 gingen – offenbar vom Erfolg der Völkerschau Hagenbecks angestoßen – noch zwei weitere Nubier–Völkerschauen auf Tournee: erstens von Carl Reiche, die im September 1879 in Leipzig, Juni 1880 in Graz, in Linz und in Salzburg, im September desselben Jahres in Basel Station machte, und zweitens von Heinrich und Willy Möller, die beispielsweise im Juli 1880 in Zürich auftrat.

## Inszenierung und Wahrnehmung der Nubier

### Die Gruppe der Nubier

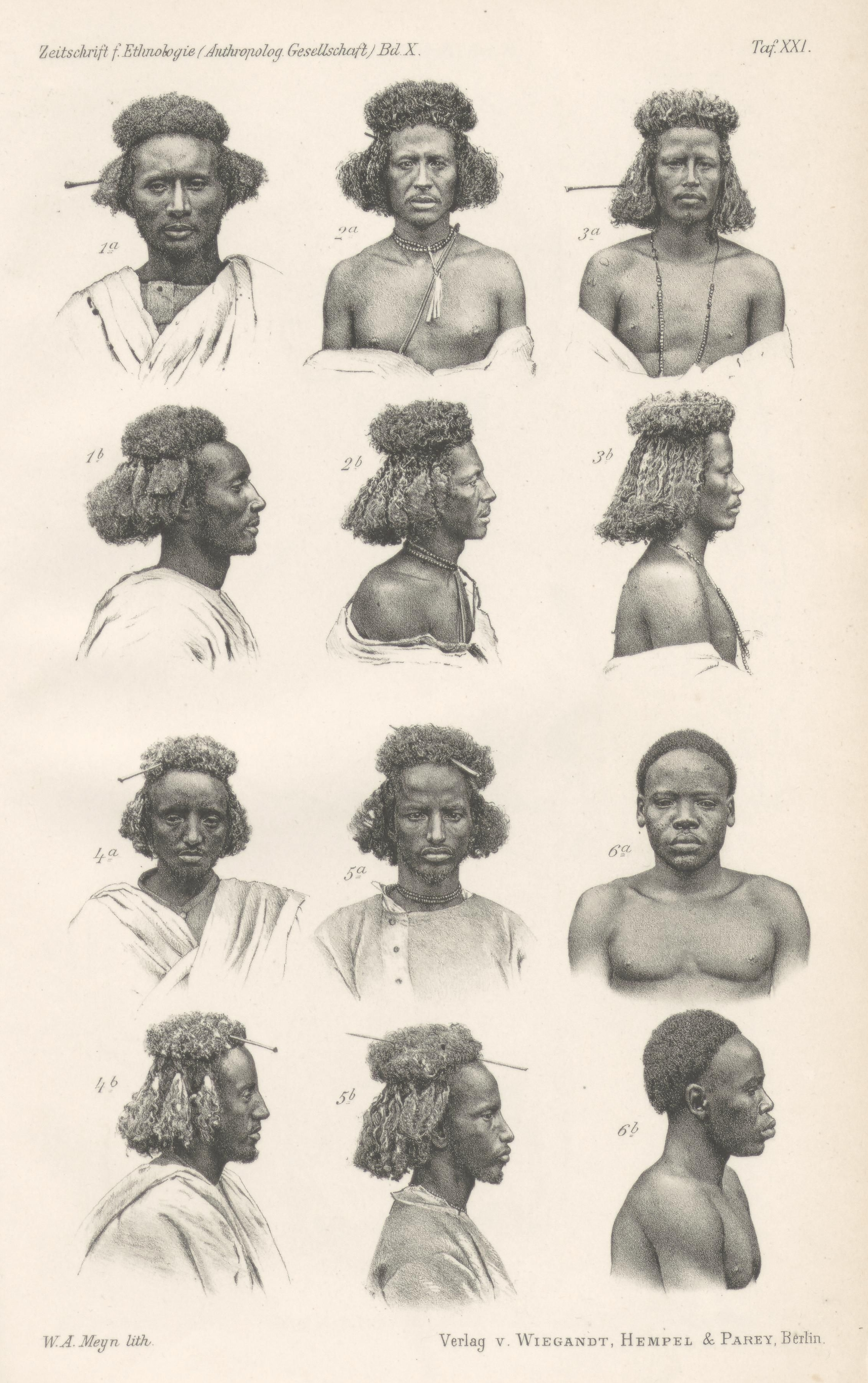
W. A. Meyn: Vorder- und Seitenansicht von Nubiern, Abbildung zum Vortrag von Rudolf Virchow am 19. Oktober 1878 während des Aufenthaltes der Nubier–Völkerschau in Berlin.

Über einzelne Personen der Nubier-Schauen ist wenig bekannt. In der Dokumentation des Vortrags von Rudolf Virchow sind einige Namen überliefert (s. hierzu die Abbildung Vorder- und Seitenansicht von Nubiern): Nubier 1878 bei Virchow, Namen: 1 Bedri Halengi – 2 Ibrahim Hadendoa – 3 Idris Heikota – 4 Idris Radi, Marea dsellim – 6 Omar, dergleichen – 6 Saleh, Tarkuri von Wadai.

### Stereotype
Den Nubiern wurden Stereotype wie der „Schönheit und dem hohen Wuchs“ ihrer Körper zugeschrieben – beispielsweise in einem Zeitungsbericht von 1879:

„Gewöhnt an ein heißtrockenes Klima, ist ihnen das Wasser höchstens in der heißesten Zeit zur Erfrischung genehm, hier waschen sie sich nie. Trotzdem ist ihre schweißfreie, nicht im Mindesten negerhaft riechende Haut nicht unrein, ihre fast beständig mit dünnen Stäbchen eines afrikanischen Holzes gereinigten Zähne erglänzen zwischen den auch dunkelfarbigen Lippen in blendendem Weiß, und vor Allem verwenden sie auf ihr Haupthaar die größte Pflege: mit der über fußlangen hölzernen Haarnadel, die stets im langen, schwarzen, glanzlosen, jedoch keineswegs wolligen Haar steckt, bearbeiten sie dasselbe, um es meist in einen kreisförmig auf dem Scheitel aufrecht stehenden Theil und einen unteren zu scheiden, der aus dicht gereihten kurzen Zöpfchen besteht und die Ohren bedeckend einen abwärts breit abstehenden Kranz um den Unterkopf bildet. Schlank und zart ist der ganze dunkelbraune Leib gebaut; die Gesichtszüge von edel-stolzem Ausdruck, die wohlgebildete Nase, das milde Feuer der dunklen Augen verleiht den hohen ritterlichen Gestalten eigenthümliche Schönheit.“

Nach Eric Ames war die Nubier Völkerschau aufgrund der Inszenierung des Zusammenhangs von „race, gender and sexuality“ so erfolgreich. Johan Adrian Jacobsen prägte im Zusammenhang mit dem „krankhaften plötzlichen Verlieben“ vieler Frauen und der „Liebeskranckheit“ den Begriff „Nubiertoll“.
Gemeinhin wurden Afrikaner bei den Völkerschauen als „wild“ und „kämpferisch“ inszeniert, und „ihre Nähe zu den Tieren des afrikanischen Kontinents ist bezeichnend“.

### Kombination von Tier- und Völkerschau
Der Erfolg der Nubier-Völkerschauen gründete sich vor allem in der Kombination der Völkerschau mit der Präsentation der mitgereisten Tiere. Dies erklärt auch, weshalb die Völkerschau mehrfach wiederholt wurde:

„Die Karavane wird in demselben Zustande zur Schau gestellt, wie dieselbe jährlich aus dem inneren Afrika die eingefangenen wilden Thiere nach dem rothen Meere bringt, von wo solche für die Hagenbeck’sche Handels-Menagerie in Hamburg eingeschifft werden.“

Die Tierkarawane umfasste eine Vielzahl von Tieren – bei der Völkerschau 1878 im Berliner Zoo beispielsweise fünf Elefanten, vier Nashörner, acht Giraffen, drei Sanga–Rinder, drei Zebu, zwei Strauße, drei Esel, fünf junge Löwen, zwei Affen sowie einige Schafe und Ziegen, die Hagenbeck am Ende der Tournee dem Zoo überließ. Die Nubier wurden im Zusammenhang mit den Tieren auch als afrikanische „Wüstenjäger“ angekündigt. Zahlreiche Zeitungsberichte geben ausführliche Beschreibungen der Schau – wie aus Freybergs Garten in Halle im Juli 1879:

„Die Thier–Karawane Rice–Hagenbecks mit allem Zubehör an Menschen und Ausstellungs–Gegenständen bietet mit einem Worte ein hochinteressantes, bewundernswerthes Bild. Die braunen und schwarzbraunen Gestalten des Sudans, sämmtlich junge Leute, wohlgebaut, meist nackt bis an die Hüften, eröffnen an der Seite der wilden Thiere, die sie bezwungen haben, einen tiefen Blick in das Leben und Treiben des Innern Afrikas. Ihre Waffentänze, ihre allerdings nicht sehr lieblich in die Ohren des Europäers klingende Musik, ihre National–Gesänge, ihr Lagern neben den aus der Heimath mitgebrachten Mattenzelten, das Kameelrennen auf gesattelten Kameelen und vor Allem die Produktion des Karawanenzuges in naturgetreuester Weise — kurz Alles bis ins Kleinste wird so dargestellt, als ob man sich an Ort und Stelle in der Heimath der Elephanten und Löwen befände.“

Das Format der Völkerschau wurde also Vorführungen wie die Tierkarawane, das Reiten auf Dromedaren und die Aufführung von Waffentänzen erweitert. Auch die ethnografische Sammlung von Alltagsgegenständen der Nubier fand große Beachtung.

### Konflikte
Von der ersten Völkerschau ist ein Konflikt Hagenbecks mit einem der Völkerschau-Darsteller dokumentiert, bei dem Hagenbeck offenbar körperlich wurde:

„Wie der Thierhändler längst geahnt, hatte der eine Araber, Hamsa, welcher außer Arabisch auch Französisch spricht und sich nun wahrscheinlich für zu gut für seine doch freiwillig übernommene Rolle hielt, die Andern aufgewiegelt, so daß Alle, den in Hamburg festgemachten Contracten zuwider, nach der Heimath verlangten. Ihn also suchte sich Herr Hagenbeck aus, warf ihm französisch sein Unrecht vor, packte ihn dabei an der Brust und schüttelte ihn so gründlich hin und her, daß schon dieser Anblick die Meinung der andern bedeutend corrigirte. Sodann stellte er ihn auf eine Seite, forderte, nachdem er durch den Dolmetscher auch den Andern ihr Unrecht vorgehalten hatte, einen Jeden auf, sich zu Hamsa zu stellen, wenn er mit nach Hause wolle, erst werde er ihn aber eben so abschütteln, wie diesen. Jetzt stürzten Alle ganz umgewandelt auf ihn zu, versicherten ihm ihren guten Willen, daß sie blos von Hamsa aufgehetzt, jetzt aber zu Allem, was er wünsche, bereit seien. Schneller als man erhoffen konnte, war die gefährliche Sache vorüber, Hamsa wurde ausgezahlt, von einen, Wärter des Thierhändlers direct nach dem Bahnhof gebracht und Fahrbillet für ihn genommen.“

Nach Ende des Aufenthaltes der vierten Nubier-Völkerschau 1879 im Berliner Zoo hingegen versuchten sich die Völkerschau-Darsteller zu weigern, den Zoo zu verlassen:

„Die Nubier, deren Weggang zu diesem Termine festgesetzt war, verweigerten den Beamten des Herrn Hagenbeck den Gehorsam und erklärten, Berlin nicht verlassen zu wollen, wenn ihnen nicht ganz extraordinäre Vergütigungen auf der Stelle ausgezahlt würden. Vergeblich war alles gütliche Zureden gewesen, vergeblich ihnen begreiflich zu machen gesucht, daß für sie ein Extra-Douceur über die bedungene Gage hinaus bereits beim zuständigen Konsulat eingezahlt sei — die Herren Nubier waren und blieben taub dagegen und machten ernstliche Miene, sich thätlich zur Wehr zu setzen, falls ihren Forderungen nicht entsprochen würde. Dazu kam noch der — hoffentlich auf einem Mißverstehen seitens der betreffenden Natursöhne beruhende — Umstand, daß einige derselben erklärten, es seien ihnen von hiesigen Damen größere Summen — die Rede war von 1000 Mark — geboten worden, wenn sie hier blieben; was den guten Leuten vergeblich von den Dolmetschern auszureden versucht wurde. Da die Aufregung immer mehr zunahm und nachgerade dem Herrn Hagenbeck unmöglich wurde, die von ihm bestellten Züge zu benutzen, so blieb Herrn Direktor Bodinus nichts übrig, als den Beistand der Polizei in Anspruch zu nehmen und durch deren Hilfe die dunkle Gesellschaft aus dem Garten bringen zu lassen. […] So überwältigt, mußten sie die heran geholten Droschken besteigen und den Weg zum Bahnhofe antreten; jedoch nicht, ohne daß ihnen einige Damen, welche ein sehr lebhaftes Interesse an den afrikanischen Gästen an den Tag legten, dorthin gefolgt wären. Frau Amina, welche während der Verhandlungen mit den Männern zumeist allein mit verschiedenen ihr näher bekannten Personen im Garten sich befand und von diesen darüber beruhigt wurde, daß ihren Freunden kein Leid geschehen würde, nahm natürlich deren Partei: ‚Nubier hier — kommen viel, viel Deutsche — zahlen große Mark — Kinder kleine Mark — und viel Bier trinken — Nubier soll auch viel Mark haben‘.“

## Rezeption
In der deutschsprachigen Literatur gibt es keine zusammenhängende Darstellung zu den Nubier–Völkerschauen. Zu einzelnen Aspekten finden sich Angaben bei Hilke Thode–Arora („Für fünfzig Pfennig um die Welt“, 1989) und Anne Dreesbach („Gezähmte Wilde“, 2004). Anders als Hagenbeck in seinen 1909 (also rund drei Jahrzehnte nach den Ereignissen) in zweiter Auflage erschienenen Memorien behauptete, ist die erste Nubier–Gruppe 1876 weder in Breslau aufgetreten, noch gehörte eine Frau zur ersten Gruppe von 1876. Seine Memoiren erweisen sich auch an anderer Stelle, etwa der Datierung der ersten Völkerschau der „Lappländer“, im Detail als ungenau.

### Zeitgenössische Literatur
- Carl Hagenbeck: Von Tieren und Menschen. Vita deutsches Verlagshaus, Berlin, 1. Auflage 1908, 2. Auflage 1909.
- Heinrich Leutemann: Lebensbeschreibung des Thierhändlers Carl Hagenbeck. Selbstverlag Carl Hagenbeck, Hamburg 1887.
- Rudolf Virchow: Hr. Virchow spricht über die zurzeit in Berlin anwesenden Nubier. (Sitzung vom 19. Oktober 1878). In: Verhandlungen der Berliner Gesellschaft für Anthropologie, Ethnologie und Urgeschichte, Jg. 1878, S. 333–355.
- Rudolf Virchow: Hr. Virchow spricht über die im letzten Monat von Hrn. Hagenbeck in Berlin ausgestellten Nubier, namentlich den Dinka. (Sitzung vom 15. November 1879). In: Verhandlungen der Berliner Gesellschaft für Anthropologie, Ethnologie und Urgeschichte, Jg. 1879, S. 388–397.